# STOVL

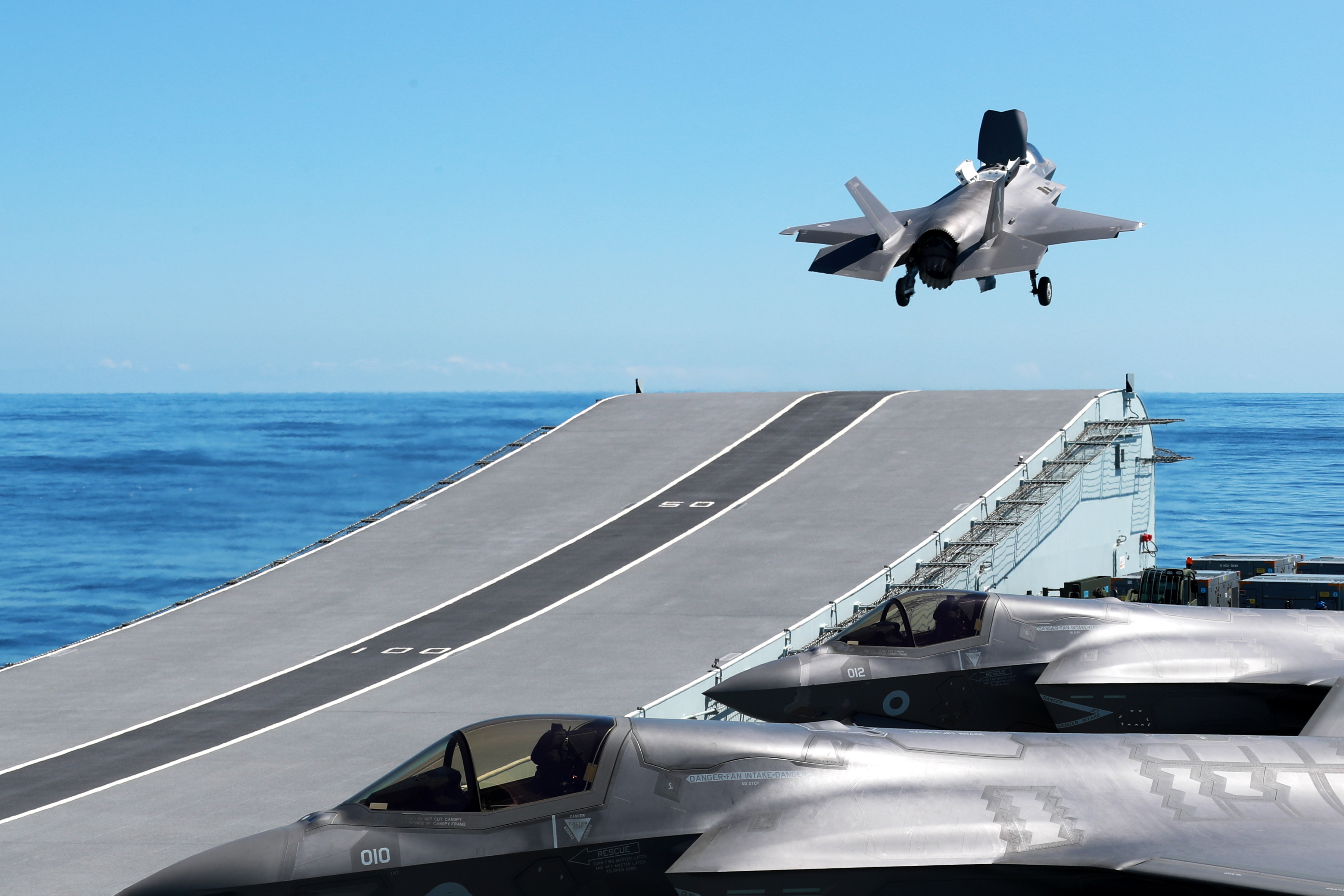
Một chiếc F-35B cất cánh từ sàn bay của HMS Queen Elizabeth vào năm 2020

Máy bay cất cánh ngắn và hạ cánh thẳng đứng (short take-off and vertical landing aircraft - STOVL) là máy bay cánh cố định có thể cất cánh từ đường băng ngắn (hoặc cất cánh thẳng đứng nếu không có tải trọng lớn) và hạ cánh thẳng đứng (tức là không có đường băng). Định nghĩa chính thức của NATO (từ năm 1991) là: 
A Short Take-Off and Vertical Landing aircraft is a fixed-wing aircraft capable of clearing a 15 m (50 ft) obstacle within 450 m (1,500 ft) of commencing take-off run, and capable of landing vertically.

 Trên các hàng không mẫu hạm, các máy bay cất cánh ngắn cố định không có máy phóng được thực hiện bằng cách sử dụng vectơ lực đẩy, cũng có thể được sử dụng cùng với một đường băng " nhảy trượt tuyết ". Việc sử dụng STOVL có xu hướng cho phép máy bay mang tải trọng lớn hơn so với khi sử dụng cất cánh và hạ cánh thẳng đứng (VTOL), trong khi vẫn chỉ cần một đường băng ngắn. Những ví dụ nổi tiếng nhất là Hawker Siddeley Harrier và Sea Harrier. Mặc dù về mặt kỹ thuật máy bay VTOL, chúng là máy bay STOVL hoạt động do trọng lượng tăng thêm khi cất cánh để lấy nhiên liệu và vũ khí. Điều tương tự cũng đúng với F-35B Lightning II, đã thể hiện khả năng VTOL trong các chuyến bay thử nghiệm nhưng hoạt động kiểu là STOVL.